# 戴維·納特
戴維·納特（英語：David Nutter，1960年—），是美國電視和電影導演和電視製片人。出生於美國，父親是佐伊·K·纳特（Zoe K. Nutter）。他知名于执导电视剧的试播集。
纳特就讀佛羅里達州達尼丁的達尼丁高中，並且在高中參加合唱團，高中毕业后就读于佛羅里達州的邁阿密大學。